# Ронди Салсиц
Ронди Ан Вилот Салсиц (на английски: Rhondi Ann Vilott Salsitz) е американска писателка на произведения в жанра научна фантастика, детска литература, фентъзи и фантастичен трилър. Пише под псевдонимите Чарлз Ингрид (на английски: Charles Ingrid), Р. А. В. Салсиц (R A V Salsitz), Джена Родес (Jenna Rhodes), Елизабет Форест (Elizabeth Forrest), Емили Дрейк (Emily Drake) и Ан Найт (Anne Knight).

## Биография и творчество
Ронди Салсиц е родена на 23 ноември 1949 г. във Финикс, Аризона, САЩ. Майка ѝ е писателка и ѝ предава любовта към книгите. Увлича се по писането още докато е в трети клас и пише първата си творба в пети клас.
През 1979 г. завършва курса по творческо писане „Кларион“ в Мичиганския университет. Първият си разказ „Persephone“ публикува през 1980 г. Първият си роман публикува през 1982 г.
Ронди Салсиц живее със семейството си във Фулъртън, Калифорния.

## Произведения

### Като Ронди Вилот

#### Серия „Приказки за дракони“ (Dragontales)
- Sword Daughter's Quest (1984)
- Runesword! (1984)
- Challenge of the Pegasus Grail (1984)
- The Towers of Rexor (1984)
- The Unicorn Crown (1984)
- Black Dragon's Curse (1984)
- Spellbound (1984)
- The Dungeons of Dregnor (1984)
- Aphrodite's Mirror (1985)
- Hall of the Gargoyle King (1985)
- Maiden of Greenwold (1985)
- Storm Rider (1985)
- Pledge of Peril (1985)
- Secret of the Sphinx (1985)

#### Серия „Драконови пътища“ (Dragon Roads)
1. Sword Daughter (2011)
4. Curse of the Sphinx (2011)
8. The Gargoyle King (2011)
9. Draco's Revenge (2012)
10. The Pegasus Quest (2012)
11. Legend of Greenbriar (2012)

#### Участие в общи серии

##### Серия „Сладки сънища“ (Sweet Dreams)
25. Her Secret Self (1982)
от серията има още 229 романа от различни автори

#### Разкази
- Persephone (1980)

### Като Р. А. В. Салсиц

#### Самостоятелни романи
- The Twilight Gate (1993)

#### Серия „Дракони“ (Dragons Trilogy)
1. Where Dragons Lie (1985)
2. Where Dragons Rule (1986)
3. Night of Dragons (1990)

#### Серия „Еднорог танцьор“ (Unicorn Dancer)
1. The Unicorn Dancer (1986)
2. Daughter of Destiny (1988)
3. The Willow Ring (2012)

### Като Чарлз Ингрид

#### Серия „Пясъчните войни“ (Sand Wars)
1. Solar Kill (1987)
Да убиеш Слънцето, изд.: ИК „Бард“, София (2006), прев. Юлиян Стойнов (в кн.1)
2. Lasertown Blues (1988)
Блус за Лазертаун, изд.: ИК „Бард“, София (2006), прев. Юлиян Стойнов (в кн.1)
3. Celestial Hit List (1988)
Небесният списък на жертвите, изд.: ИК „Бард“, София (2006), прев. Юлиян Стойнов (в кн.1)
4. Alien Salute (1989)
Поздравът на чуждоземеца, изд.: ИК „Бард“, София (2006), прев. Юлиян Стойнов (в кн.2)
5. Return Fire (1989)
Да отвърнеш на огъня, изд.: ИК „Бард“, София (2006), прев. Юлиян Стойнов (в кн.2)
6. Challenge Met (1990)
Предизвикателството прието, изд.: ИК „Бард“, София (2006), прев. Юлиян Стойнов (в кн.2)

#### Серия „Белязаният“ (Marked Man)
1. The Marked Man (1989)
2. The Last Recall (1991)

#### Серия „Модели на Хаоса“ (Patterns of Chaos)
1. Radius of Doubt (1991)
2. Path of Fire (1992)
3. The Downfall Matrix (1994)
4. Soulfire (1995)

#### Разкази
- The Phantom Watch (1991)
- Burning Bridges (2002)

### Като Джена Родес

#### Серия „Пътят на елфите“ (Elven Ways)
1. The Four Forges (2006)
2. The Dark Ferryman (2008)
3. King of Assassins (2014)

### Като Емили Дрейк

#### Серия „Вълшебници“ (Magickers)
1. The Magickers (2001)
2. The Curse Of Arkady (2002)
3. The Dragon Guard (2003)
4. The Gate of Bones (2004)

### Като Елизабет Форест

#### Самостоятелни романи
- Phoenix Fire (1992)
- Dark Tide (1993)
- Death Watch (1995)
- Killjoy (1996)
- Bright Shadow (1997)
- Retribution (1998)

#### Сборници
- At Twilight's Fall (2007)

### Като Ан Найт

#### Самостоятелни романи
- Death Storm (1999) – трилър